# Graciela Márquez Colín
Graciela Márquez Colín, née en 1963, est une universitaire, économiste et femme politique mexicaine. Elle est Secrétaire à l'Économie du Mexique dans le gouvernement López Obrador de 2018 à 2020.

## Formation
Née en 1963, elle étudie l'économie à l'université nationale autonome du Mexique (UNAM) et y obtient une licence. Elle est par la suite diplômée d'un master en économie au Colegio de México (COLMEX). Elle obtient ensuite un doctorat en histoire économique à l'université Harvard en 2002. Sa thèse portant sur l'économie politique du protectionnisme mexicain pendant la République restaurée (es) et le Porfiriat a reçu le prix Gerschenkron décerné par l'association américaine d'histoire économique (Economic History Association) et récompensant la meilleure dissertation d'histoire économique hors Canada et États-Unis,.
Elle est membre du système national des chercheurs du conseil national de sciences et technologies. Elle travaille comme professeure au centre d'études historiques du COLMEX. 
Elle a donné des cours à l'UNAM, à l'institut technologique de Monterrey, à l'université autonome métropolitaine, à l'université de Guanajuato et à l'université autonome de Basse Californie. Elle a également donné des séminaires à Stanford, Harvard et San Diego. 
Graciela Márquez Colín est autrice de divers articles sur la politique commerciale, le développement économique et l'industrialisation. Elle a aussi édité ou coédité divers livres sur l'histoire économique du Mexique et de l'Amérique Latine.
Elle est mariée à l'économiste Gerardo Esquivel (es), un des quatre sous-gouverneurs de la Banque du Mexique depuis janvier 2019.

## Engagement politique
Elle est nommée Secrétaire à l'Économie dans le gouvernement López Obrador et prend ses fonctions en décembre 2018. Elle est la première femme à occuper ce poste.
Lors de l'annonce de la composition du gouvernement AMLO, Graciela Márquez Colín est décrite comme particulièrement critique de ce qu'elle appelle « le modèle néolibéral au Mexique ». 
Un des premiers dossiers qu'elle est amenée à traiter est la renégociation de l'Accord de libre-échange nord-américain (ALENA) en Accord Canada–États-Unis–Mexique (ACEUM).

## Publications
- (es) Graciela Márquez Colín (coord.), Claves de la historia económica de México : El desempeño de largo plazo (siglos XVI-XXI), Mexico, Fondo de Cultura Económica, 2014, 236 p. (ISBN 978-607-516-543-1, lire en ligne)
  - Graciela Márquez Colín et Sergio Silva, « Del milagro de la posguerra a la crisis de la deuda externa », dans Claves de la historia económica de México
  - Graciela Márquez Colín, « El modelo neoliberal en México », dans Claves de la historia económica de México
- (es) Rafael Dobado, Aurora Gómez Galvarriato et Graciela Márquez Colín, México y España : ¿historias económicas paralelas ?, Mexico, Fondo de Cultura Económica, 2010, 842 p. (ISBN 978-968-16-8414-3)
- (en) Sebastian Edwards, Gerardo Esquivel et Graciela Márquez Colín, The decline of Latin American economies : growth, institutions, and crises, Chicago, The University of Chicago Press, coll. « National Bureau of Economic Research Conference Report », 2007 (ISBN 978-0-226-18500-2)